# John McLaughlin
John McLaughlin (známý též jako Mahavishnu nebo Shakti, * 4. ledna 1942 Doncaster), je známý anglický kytarista a skladatel hudebního stylu jazz fusion. Hrál se skupinou Tonyho Williamse Lifetime a také s Milesem Davisem na jeho electric jazz-fusion albech In A Silent Way a Bitches Brew. Jeho elektrická skupina ze 70. let 20. století, The Mahavishnu Orchestra, předváděla technicky virtuózní a stylově dokonalou hudbu, ve které se spojoval (fúzoval) elektrický jazz a rock s východními a indickými vlivy. Jeho kytara hrála mnohé ze stylů a druhů, včetně jazzu, indické klasické hudby, fusion a západní klasické hudby, čímž ovlivnil mnoho kytaristů. Do některých svých akustických nahrávek začlenil též Flamenco. Indický hráč na Tabla, mistr Zakir Hussain označuje Johna McLaughlina jako jednoho z největších a nejdůležitějších hudebníků naší doby.
McLaughlinovo sólo ve skladbě „Miles Beyond“ z alba Live at Ronnie Scott's vyhrálo cenu Grammy 2018 za nejlepší improvizované jazzové sólo. Na základě anket čtenářů mu bylo uděleno několik ocenění „Guitarist of the Year“ a „Best Jazz Guitarist“ v časopisech jako DownBeat a Guitar Player. V roce 2003 se umístil na 49. místo v seznamu časopisu Rolling Stone „100 největších kytaristů všech dob“. V roce 2009 DownBeat zařadil McLaughlina do seznamu „75 Great Guitarists“ v kategorii „Modern Jazz Maestros“. V roce 2012 jej časopis Guitar World zařadil na 63. místo v seznamu 100 nejlepších. V roce 2010 ho Jeff Beck nazval „nejlepším žijícím kytaristou“ a Pat Metheny ho označil za největšího kytaristu na světě. V roce 2017 získal McLaughlin čestný doktorát z hudby na Berklee College of Music.

## Diskografie
- Extrapolation, 1969, Polydor
- Where Fortune Smiles, 1970, One Way
- My Goal's Beyond, 1970, Rykodisc
- Devotion, 1970, Douglas
- Electric Guitarist, 1978, Columbia
- Electric Dreams, 1979, Columbia With One Truth Band
- Friday Night in San Francisco, 1981, Philips
- Belo Horizonte, 1981, Warner Bros. Wounded Bird Records
- Passion, Grace and Fire, 1982, Philips
- Music Spoken Here, 1982, Warner Bros.
- Mediterranean Concerto (For Guitar and Orchestra) (Živě), 1988, Columbia
- Live At The Royal Festival Hall, 1989, JMT
- Que Alegria, 1992, Verve
- Jazz, Vol. 2, 1991, Rhino
- Time Remembered: John McLaughlin Plays Bill Evans, 1993, Verve
- Tokyo Live, 1993, Polygram
- After The Rain, 1994, Verve
- Guitar Concerto, 1995, Sony Classical
- The Promise, 1995, Verve
- The Guitar Trio, 1996, Verve
- The Heart of Things, 1997, Verve
- Remember Shakti: The Believer [Live], 2000, Verve
- The Heart of Things: Live In Paris, 2000, Polygram
- Saturday Night in Bombay: Remember Shakti, 2001, Verve
- Thieves And Poets, 2003, Verve
- Industrial Zen, 2006, Verve
- Floating Point, 2008, Mediastarz/Abstract Logix
- To The One, 2010, Mediastarz/Abstract Logix